# Lithodidae
Cua hoàng đế (Danh pháp khoa học: Lithodidae) hay còn được biết đến với tên gọi tiếng Anh là King crab (cua vua) là một họ cua biển. Đây là một họ cua có nhiều loài có giá trị kinh tế trong đó có loài cua Alaska (Paralithodes camtschaticus) hay còn gọi là cua hoàng đế Alaska là loài cua đắt tiền với chất lượng thịt thượng hạng, được ưa chuộng trong các nhà hàng, quán ăn với giá cả đắt đỏ.

## Chi và loài
- Cryptolithodes Brandt, 1848
  - Cryptolithodes expansus Miers, 1879
  - Cryptolithodes sitchensis Brandt, 1853 – umbrella crab
  - Cryptolithodes typicus Brandt, 1848 – butterfly crab
- Glyptolithodes Faxon, 1895
  - Glyptolithodes cristatipes (Faxon, 1893)
- Lithodes Latreille, 1806
  - Lithodes aequispinus J. E. Benedict, 1895 – golden king crab
  - Lithodes aotearoa Ahyong, 2010
  - Lithodes australiensis Ahyong, 2010
  - Lithodes ceramensis Takeda & Nagai, 2004
  - Lithodes chaddertoni Ahyong, 2010
  - Lithodes confundens Macpherson, 1988
  - Lithodes couesi J. E. Benedict, 1895 – scarlet king crab
  - Lithodes ferox Filhol, 1885
  - Lithodes formosae Ahyong & Chan, 2010
  - Lithodes galapagensis Hall & Thatje, 2009
  - Lithodes jessica Ahyong, 2010
  - Lithodes longispina Sakai, 1971
  - Lithodes macquariae Ahyong, 2010
  - Lithodes maja (Linnaeus, 1758) – Norway king crab
  - Lithodes mamillifer Macpherson, 1988d
  - Lithodes mandtii
  - Lithodes manningi Macpherson, 1988
  - Lithodes megacantha Macpherson, 1991
  - Lithodes murrayi Henderson, 1888
  - Lithodes nintokuae Sakai, 1976
  - Lithodes panamensis Faxon, 1893
  - Lithodes paulayi Macpherson & Chan, 2008
  - Lithodes rachelae Ahyong, 2010
  - Lithodes richeri Macpherson, 1990
  - Lithodes robertsoni Ahyong, 2010
  - Lithodes santolla (Molina, 1782) – Chilean centolla or Chilean king crab
  - Lithodes turkayi Macpherson, 1988
  - Lithodes turritus Ortmann, 1892
  - Lithodes unicornis Macpherson, 1984
  - Lithodes wiracocha Haig, 1974
- Lopholithodes Brandt, 1848
  - Lopholithodes foraminatus (Stimpson, 1859) – brown box crab
  - Lopholithodes mandtii Brandt, 1848 – Puget Sound king crab
- Neolithodes A. Milne-Edwards & Bouvier, 1894
  - Neolithodes agassizii (S. I. Smith, 1882)
  - Neolithodes asperrimus Barnard, 1947
  - Neolithodes brodiei Dawson & Yaldwyn, 1970
  - Neolithodes bronwynae Ahyong, 2010
  - Neolithodes capensis Stebbing, 1905
  - Neolithodes diomedeae (J. E. Benedict, 1895)
  - Neolithodes duhameli Macpherson, 2004
  - Neolithodes flindersi Ahyong, 2010
  - Neolithodes grimaldii (A. Milne-Edwards & Bouvier, 1894)
  - Neolithodes nipponensis Sakai, 1971
  - Neolithodes vinogradovi Macpherson, 1988
  - Neolithodes yaldwyni Ahyong & Dawson, 2006
- Paralithodes Brandt, 1848
  - Paralithodes brevipes (H. Milne Edwards & Lucas, 1841)
  - Paralithodes californiensis (J. E. Benedict, 1895) – California king crab
  - Paralithodes camtschaticus (Tilesius, 1815) – red king crab
  - Paralithodes platypus Brandt, 1850 – blue king crab
  - Paralithodes rathbuni (J. E. Benedict, 1895)
- Paralomis White, 1856
  - Paralomis aculeata Henderson, 1888
  - Paralomis africana Macpherson, 1982
  - Paralomis alcockiana Hall & Thatje, 2009
  - Paralomis anamerae Macpherson, 1988
  - Paralomis arae Macpherson, 2001
  - Paralomis arethusa Macpherson, 1994
  - Paralomis aspera Faxon, 1893
  - Paralomis birsteini Macpherson, 1988
  - Paralomis bouvieri Hansen, 1908
  - Paralomis ceres Macpherson, 1989
  - Paralomis chilensis Andrade, 1980
  - Paralomis cristata Takeda & Ohta, 1979
  - Paralomis cristulata Macpherson, 1988
  - Paralomis cubensis Chace, 1939
  - Paralomis danida Takeda & Bussarawit, 2007
  - Paralomis dawsoni Macpherson, 2001
  - Paralomis diomedeae (Faxon, 1893)
  - Paralomis dofleini Balss, 1911
  - Paralomis echidna Ahyong, 2010
  - Paralomis elongata Spiridonov, Türkay, Arntz & Thatje, 2006
  - Paralomis erinacea Macpherson, 1988
  - Paralomis formosa Henderson, 1888
  - Paralomis gowlettholmes Ahyong, 2010
  - Paralomis granulosa (Hombron & Jacquinot, 1846)
  - Paralomis grossmani Macpherson, 1988
  - Paralomis haigae Eldredge, 1976
  - Paralomis hirtella de Saint Laurent & Macpherson, 1997
  - Paralomis histrix (De Haan, 1849)
  - Paralomis hystrixoides Sakai, 1980
  - Paralomis inca Haig, 1974
  - Paralomis indica Alcock & Anderson, 1899
  - Paralomis investigatoris Alcock & Anderson, 1899
  - Paralomis jamsteci Takeda & Hashimoto, 1990
  - Paralomis japonicus Balss, 1911
  - Paralomis kyushupalauensis Takeda, 1985
  - Paralomis longidactylus Birstein & Vinogradov, 1972
  - Paralomis longipes Faxon, 1893
  - Paralomis makarovi Hall & Thatje, 2009
  - Paralomis manningi Williams, Smith & Baco, 2000
  - Paralomis medipacifica Takeda, 1974
  - Paralomis mendagnai Macpherson, 2003
  - Paralomis microps Filhol, 1884
  - Paralomis multispina (Benedict, 1895)
  - Paralomis nivosa Hall & Thatje, 2009
  - Paralomis ochthodes Macpherson, 1988
  - Paralomis odawarai (Sakai, 1980)
  - Paralomis otsuae Wilson, 1990
  - Paralomis pacifica Sakai, 1978
  - Paralomis papillata (Benedict, 1895)
  - Paralomis pectinata Macpherson, 1988
  - Paralomis phrixa Macpherson, 1992
  - Paralomis poorei Ahyong, 2010
  - Paralomis roeleveldae Kensley, 1981
  - Paralomis seagranti Eldredge, 1976
  - Paralomis serrata Macpherson, 1988
  - Paralomis spectabilis Hansen, 1908
  - Paralomis spinosissima Birstein & Vinogradov, 1972
  - Paralomis staplesi Ahyong, 2010
  - Paralomis stella Macpherson, 1988
  - Paralomis stevensi Ahyong & Dawson, 2006
  - Paralomis taylorae Ahyong, 2010
  - Paralomis truncatispinosa Takeda & Miyake, 1980
  - Paralomis tuberipes Macpherson, 1988
  - Paralomis verrilli (Benedict, 1895)
  - Paralomis webberi Ahyong, 2010
  - Paralomis zealandica Dawson & Yaldwyn, 1971
- Phyllolithodes Brandt, 1848
  - Phyllolithodes papillosus Brandt, 1848 – flatspine triangle crab, heart crab
- Rhinolithodes Brandt, 1848
  - Rhinolithodes wosnessenskii Brandt, 1848 – rhinoceros crab
- Sculptolithodes Makarov, 1934
  - Sculptolithodes derjugini Makarov, 1934